# Тайный дневник Симона Петлюры
«Тайный дневник Симона Петлюры» — украинский историко-биографический фильм 2018 года режиссёра Олеся Янчука по сценарию Михаила Шаевича.
Премьера в украинском кинопрокате состоялась 6 сентября 2018 года.

## Сюжет
Сюжет ленты охватывает период жизни Симона Петлюры, главного атамана войск Украинской Народной Республики и лидера Директории УНР, когда тот находился в Париже, в эмиграции. Это был короткий промежуток времени — до того дня, когда Петлюру убил Самуил Шварцбурд. Эта история рассказывает не только о плане уничтожения Петлюры, но и о последних днях его жизни.
Драматургический приём написания Петлюрой дневника переносит зрителей из Парижа на Украину, к событиям и действующим лицами того хаотичного короткого периода УНР, когда Украина оказалась номинально самостоятельным государством, но не смогла им остаться.

## В ролях
| Актёр              | Роль                |
| ------------------ | ------------------- |
| Сергей Фролов      | Симон Петлюра       |
| Ирма Витовская     | Ольга Петлюра       |
| Виктория Янчук     | Леся Петлюра        |
| Богдан Бенюк       | Михаил Грушевский   |
| Евгений Нищук      | Владимир Винниченко |
| Олег Треповский    | Самуил Шварцбурд    |
| Сергей Кучеренко   | Юзеф Пилсудский     |
| Ярослав Мука       | генерал Кравс       |
| Николай Бутковский | раввин Гутман       |
| Тарас Жирко        |                     |
| Владимир Паляница  | генерал Шаповал     |
| Юрий Одинокий      | Володин             |

## Производство

### Бюджет
«Тайный дневник Симона Петлюры» стал победителем восьмого конкурсного отбора Государственного агентства Украины по вопросам кино, которое 15 сентября 2016 года заключило контракт с производителем о предоставлении государственной финансовой поддержки на производство фильма размером 23,6 млн грн.. Общий бюджет ленты составляет почти 48 миллионов гривен. Часть средств на производство фильма выделил Украинский конгрессный комитет Америки.

### Съёмки
Михаил Шаевич, Александр Шевченко и Олесь Янчук совместно работали над сценарием фильма на протяжении шести лет. Историческим консультантом выступил Владимир Сергийчук.
Съёмки фильма начались в конце февраля 2017 года в Киеве. В июне этого же года отдельные эпизоды фильма снимались во Львове, в частности в одном из залов апелляционного хозяйственного суда и во Дворце Потоцких.
Основой фильма является вымышленный сценаристами «дневник», а не реальные исторические документы и труды Петлюры. С самого анонса лента подверглась критике со стороны реконструкторов. Впрочем, как признавали сами «создатели», в частности сценарист Шаевич, целью фильма, снятого на деньги украинцев, был не исторический фильм, а авторская интерпретация. «Затея возвратить в правильное русло направление мыслей людей, которые привыкли думать, что Петлюра — разбойник, антисемит, бандит».

## Релиз
Допремьерный показ ленты впервые состоялся 5 мая 2018 года в рамках исторического фестиваля История. UA в Запорожье.
В украинский кинопрокат фильм вышел 6 сентября 2018 года.